# Роналд Ним
Роналд Ним (на английски: Ronald Neame) е британски кинооператор, сценарист, продуцент и кинорежисьор. 

## Биография
Ним е английски филмов продуцент, режисьор, оператор и сценарист. Започвайки кариерата си като оператор, за работата си по британския военен филм „Един от нашите самолети липсва“ (1943) той получава номинация на Оскар за най-добри специални ефекти. По време на партньорството с режисьора Дейвид Лийн, той произвежда „Кратка среща“ (1945), „Големите надежди“ (1946) и „Оливър Туист“ (1948), като получава две номинации за награда на Оскар за сценарий.
За приноса си към филмовата индустрия Ним е назначен за командир на Ордена на Британската империя (CBE) и получава наградата за стипендия БАФТА, най-високата награда, която Британската филмова академия може да даде на режисьор.
През май 2010 г., в дома си в Лос Анджелис, Роналд Ним си чупи крака. Организмът на 99-годишния патриарх на киното не успя да се възстанови от нараняването. Той умира на 16 юни 2010 г.

## Избрана филмография
| Година | Филм                                | Оригинално заглавие                                         |
| ------ | ----------------------------------- | ----------------------------------------------------------- |
| 1954   | Банкнота от един милион лири        | The Million Pound Note или Man with a Million или Big Money |
| 1958   | От първоизточника                   | The Horse's Mouth                                           |
| 1960   | Звуци на слава                      | Tunes of Glory                                              |
| 1966   | Гамбит                              | Gambit                                                      |
| 1969   | Разцветът на госпожица Джийн Броуди | The Prime of Miss Jean Brodie                               |
| 1972   | Приключението Посейдон              | The Poseidon Adventure                                      |